# Il mio peggior amico
Il mio peggior amico (The Best Man to Die) è un romanzo poliziesco della scrittrice britannica Ruth Rendell, il quarto della serie sull'Ispettore Wexford, pubblicato nel 1969.
In Italia è stato edito da Il Giallo Mondadori nel 1970; in seguito e con il titolo leggermente modificato, uscì nel 1988 ne I Classici del Giallo Mondadori e quindi in raccolta con altri tre romanzi. Nel 2005, la Fanucci Editore ripubblicò il romanzo con traduzione nuova e con il titolo La morte del testimone.

## Trama
In una sera di fine giugno, un gruppo di amici festeggia Jack Pertwee, che si deve sposare l'indomani. Con molto ritardo arriva anche Charlie Hatton, testimone dello sposo. Quando il locale chiude, gli amici si intrattengono per strada, ma si lasciano ben presto e Charlie prende un sentiero lungo il fiume. La mattina dopo, l'ispettore Wexford, portando a passeggio un cagnolino, scopre nell'acqua il cadavere di Hatton, subito riconosciuto da Maurice Cullam (uno degli amici), che a sua volta fa una passeggiata con un bambino e un cane. Immediatamente partono le indagini e, appresa la notizia, Jack Pertwee rinvia il matrimonio.
Quasi subito emergono elementi sfavorevoli alla vittima: camionista con un reddito di circa venti sterline la settimana, la sera precedente aveva più di cento sterline nel portafoglio, ritrovato vuoto. Inoltre, disponeva di tanto denaro da permettergli di spendere per gli amici e per sé: Aveva persino cambiato la sua dentiera con una nuova e costosa, realizzata dal dentista Vigo, il più caro della città. Dapprincipio i sospetti cadono su Cullam che, in condizioni vicine alla miseria (ha cinque figli piccoli e non guadagna a sufficienza), d'improvviso ha acquistato vari elettrodomestici, ma una volta arrestato egli ammette di aver solo rubato i soldi dal cadavere di Charlie e nega di averlo ucciso. La perquisizione a casa Cullam non aggiunge altro sull'assassinio: si scoprono invece segni di percosse su una bambina. Con vari capi di imputazione Cullam viene incarcerato.
Collaborando con Burden, Wexford procede nella scoperta che Charlie era implicato in loschi affari: per due volte si era lasciato rubare il camion carico di merce e poi ritrovato ripulito. Ma questi fatti, avvenuti tempo prima, non spiegavano l'improvvisa pioggia di contante che l'uomo aveva ricevuto il 21 maggio. Un nome, J. A. McCloy, sembra ricondurre al racket dei furti precedenti. Messo alle strette Jack Pertwee, egli ammette che McCloy si trova in carcere da aprile e la notizia è confermata dai controlli che Wexford ha richiesto. In parallelo l'agente Camb sta indagando su un incidente stradale e ne parla con l'ispettore, il quale non gradisce di essere gravato di altro lavoro. La sera del 20 maggio l'auto guidata dal signor Fanshawe ad alta velocità, aveva sbandato e si era capovolta; Fanshawe era morto, mentre la moglie era rimasta in coma per sei settimane ed ora si era risvegliata. Una ragazza, identificata come la figlia dei Fanshawe, ma molto malridotta, era la seconda vittima dell'incidente.
Ora la signora Fanshawe è in grado di fornire la sua versione dell'accaduto e fa due affermazioni inattese: la figlia non è mai stata sull'auto quella sera e si trova in Germania per lavoro. Non c'è stato nessun altro con loro e tanto meno una ragazza. Infatti, in breve, la figlia Nora si presenta, avvertita dell'incidente e dimostra facilmente la sua identità. Il padre non era stato fedele alla moglie (e tutti lo sapevano), perciò la misteriosa ragazza coinvolta nella tragedia non aveva un nome. All'agente Loring è affidato il compito di contattare le famiglie di tre ragazze scomparse in quel periodo. Wexford intanto ha accettato l'idea che tra questi eventi ci sia un collegamento, essendo avvenuti nella stessa sera e in una strada che Charlie percorreva per tornare a casa.
A Londra, l'agente Loring arriva a un risultato quando chiede di Bridie Culross all'esclusiva clinica Princess Louise. La giovane manca da settimane e una sua compagna, Margaret Lewis, afferma che Bridie aveva trovato un uomo ricco e voleva farsi sposare da lui. In un successivo momento, Lewis riconosce le calze indossate dalla ragazza vittima dell'incidente. Ma sin dal primo colloquio, Lewis rivela che Bridie ha conosciuto l'uomo, chiamato Mister J., che veniva in visita alla moglie ricoverata a lungo nella clinica. Si interroga di nuovo la Fanshawe, pensando che suo marito (Jerome) avesse una tresca con Bridie, ma la donna protesta che non è mai stata in quell'ospedale. Gli elenchi dei pazienti lo confermano. Dunque nemmeno Bridie poteva trovarsi con i Fanshawe.
Eppure la soluzione balena alla mente di Wexford quando, rimasto bloccato nell'ascensore della Centrale, nel timore di morire, scrive i suoi pensieri. Wexford è soccorso in extremis e ricoverato all'ospedale, ma i preziosi appunti permettono alla squadra di arrestare il colpevole. Otto anni prima, al brillante dottor Vigo era nato un figlio affetto da sindrome di Down e ricoverato in un istituto fin dai sei mesi di età. Vigo si era sposato per interesse con una donna molto più ricca di lui, dalla quale, dopo sette anni, era nato un bellissimo bambino. Nel lungo ricovero della moglie, Vigo aveva allacciato una relazione con Bridie, che però non aveva esitato a lasciare alla nascita del figlio. Ma Bridie era decisa a tutto e voleva persino confrontarsi con la signora Vigo: perciò lui l'aveva uccisa, occultando tutto quel che lo poteva incriminare, poi l'aveva lanciata in strada mentre sopraggiungeva una macchina a folle corsa.
Anche Charlie si trovava là, stava prendendo una boccata d'aria. Compresa la situazione, aveva immediatamente ricattato Vigo, però questi, dopo alcune settimane, aveva atteso Charlie sul sentiero solitario e lo aveva ucciso con una pietra, forse per porre fine al ricatto o forse perché la signora Fanshawe si era ripresa e questo avrebbe avuto conseguenze che in effetti si erano verificate. A Wexford e Burden rimane ancora uno strascico: Jack Pertwee non accetta che la fama del suo amico sia infangata, perciò, recatosi in casa di Vigo e afferrato un martello, distrugge tutti i preziosi soprammobili, per poi piangere ancora una volta il suo Charlie. Agli agenti non resta che arrestarlo.

## Personaggi
- Reginald Wexford, ispettore capo della polizia di Kingsmarkham.
- Michael Burden, ispettore sottoposto a Wexford.
- Camb, Martin, Loring, agenti della polizia di Kingsmarkham.
- Dottor Crocker, medico legale, collabora con la polizia.
- Signora Wexford, moglie di Wexford.
- Sheila, figlia minore di Wexford, arriva in casa dei genitori con una cagnolina alla quale non bada molto e ci deve pensare il padre.
- Jack Pertwee, elettricista, si deve sposare.
- Marilyn Thompson, fidanzata e poi sposa di Pertwee.
- Charlie Hatton, camionista, è il migliore amico e il testimone di nozze di Pertwee.
- George Carter, altro amico di Pertwee.
- Maurice Cullam anch'egli amico di Pertwee, ha una vita faticosa a causa di cinque figli piccoli e della scarsezza di mezzi: spesso vittima delle prese in giro della compagnia.
- Lilian Hatton, moglie di Charlie.
- Jim Bardsley, fratello di Lilian e principale di Charlie, titolare di una ditta di trasporti.
- J. A. McCloy, delinquente a capo di un racket su furti di camion.
- Jolyon Vigo, facoltoso dentista, sposato e con un bambino di sette mesi; un primo figlio è ricoverato in una struttura per disabili gravi, in quanto affetto dalla sindrome di Down.
- Signora Dorothy Fanshawe, una donna facoltosa: ha avuto un incidente stradale ed è stata in coma per sei settimane.
- Jerome Fanshawe, marito di Dorothy, era alla guida dell'auto e ha perso la vita nell'incidente.
- Nora Fanshawe, unica figlia della coppia: inizialmente è creduta morta con il padre.
- Rose, infermiera all'ospedale Stowerton Royal.
- Margaret Lewis, Bridie Culross, infermiere alla Princess Louise Clinic di Londra. Signora Browne, sorella di Dorothy Fanshawe.

## Opere derivate
Il romanzo è stato adattato nella serie televisiva Ruth Rendell Mysteries, quarta stagione, in tre episodi andati in onda nel 1990 (tra ottobre e novembre).

## Edizioni in italiano
- Ruth Rendell, Il mio peggior amico, traduzione di Lucia Usellin, Il giallo Mondadori n. 1096, Milano 1970[6]
- Ruth Rendell, Il mio peggiore amico, traduzione di Lucia Usellini, I Classici del Giallo Mondadori n. 559,  Milano 1988
- Ruth Rendell, Lettere mortali; Un certo Smith; Il caso è aperto; Il mio peggior amico, Mondadori, Milano 1991
- Ruth Rendell, Lettere mortali; Un certo Smith; Il caso è aperto; Il mio peggior amico,  Mondadori, Milano 2007
- Ruth Rendell, La morte del testimone: romanzo, traduzione dall'inglese di Nicoletta Brazzelli, Fanucci, Roma 2005